# کیورشم، ریدینگ
کیورشم (به انگلیسی: Caversham) یک روستا در بریتانیا است که در ردینگ، انگلستان واقع شده‌است. کیورشم ۶٫۶۴ کیلومتر مربع مساحت و ۲۳٬۸۸۵ نفر جمعیت دارد.